# SN 2010dh
SN 2010dh – supernowa odkryta 9 maja 2010 roku w galaktyce PGC1621290. W momencie odkrycia miała maksymalną jasność 18,00m.